# Donja Lijeska
Donja Lijeska je naseljeno mjesto u općini Višegradu, Republika Srpska, BiH.

## Stanovništvo
Nacionalni sastav stanovništva 1991. godine, bio je sljedeći:
| Narod  | Broj stanovnika |
| ------ | --------------- |
| Srbi   | 118             |
| Hrvati | 1               |
| Ukupno | 119             |